# Arthur Lamens
Arthur Joannes Cornelius Hubertus Lamens (Antwerpen, 12 maart 1887 – Mortsel, 4 november 1958) was een Belgisch politicus.

## Levensloop
In 1947 werd hij aangesteld als burgemeester van Mortsel, in opvolging van Frans Kloeck. Lamens oefende dit mandaat uit tot aan zijn dood in 1958. Hij werd in deze hoedanigheid opgevolgd door Frans Kloeck.
Hij was ridder in de Kroonorde.